# Michèle Barzach

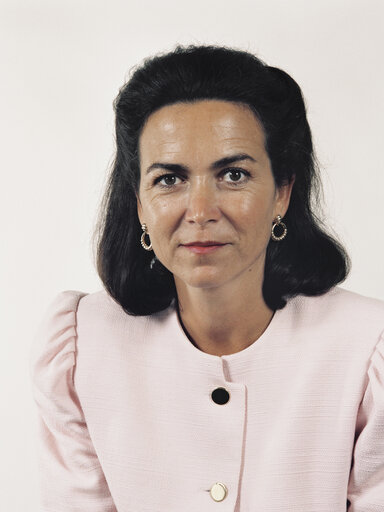
Michèle Barzach

Michèle Barzach (* 11. Juli 1943 in Casablanca, Marokko) ist eine französische Politikerin und Frauenärztin. Von 1986 bis 1988 war sie im Kabinett Chirac II Gesundheitsministerin.

## Leben und Wirken
Michèle Barzach wurde am 11. Juli 1943 in Casablanca geboren. Nach der Sekundarschule in Marokko begann sie ein Medizinstudium in Paris und wurde Gynäkologin. Von 1970 an praktizierte sie 15 Jahre lang in der französischen Hauptstadt.
Im März 1986 wurde sie im Kabinett des damaligen Premierministers Jacques Chirac Gesundheitsministerin im Kabinett Chirac II während der Cohabitation mit Staatspräsident François Mitterrand.
In ihrer Amtszeit als Gesundheitsministerin war sie konfrontiert mit der starken Verbreitung der Immunschwächekrankheit AIDS. Zu den Maßnahmen, die Barzach ergriff, zählte insbesondere ein Gesetz, das die bis dahin verbotene Werbung für Kondome erlaubte. Ebenso fielen die Folgen eines massiven, die französische Öffentlichkeit seit 1985 nachhaltig erschütternden Skandals um Infektionen durch HIV-kontaminierte Blutprodukte in ihren Verantwortungsbereich. Im Mai 1988 endete ihr Mandat mit der Auflösung des Kabinetts Chirac nach dem Wahlsieg Mitterrands bei den Präsidentschaftswahlen. Im nachfolgenden Kabinett Rocard I wurde Claude Evin ihr Nachfolger als Gesundheitsminister.
Am 5. Juni 1988 wurde sie als Abgeordnete des 13. Pariser Wahlkreises in die französische Nationalversammlung gewählt, der sie bis zum 6. Dezember 1990 als Mitglied der RPR-Fraktion angehörte. Von 1989 bis 1995 war sie Stadträtin von Paris und stellvertretende Bürgermeisterin der Stadt unter Bürgermeister Chirac. Im Juli 1989 wurde sie Mitglied des Europäischen Parlaments, trat aber nach etwas mehr als drei Monaten von ihrem Mandat zurück.
Nach dem Ausscheiden aus dem Pariser Stadtrat 1995 verließ sie die Politik und war im humanitären Gesundheitssektor tätig, wo sie strategische Aufgaben insbesondere für die Hilfsorganisation Ärzte der Welt übernahm. 1998 übernahm sie den Vorsitz der Fondation GlaxoSmithKline, einer Stiftung, die von dem französischen Tochterunternehmen des britischen Pharmakonzerns GlaxoSmithKline ins Leben gerufen worden war. Ziel der Stiftung ist eine Verbesserung der Gesundheitsversorgung von Frauen und Kindern in Subsahara-Afrika. 2010 wurde sie Sachverständige im Verwaltungsrat des französischen UNICEF-Komitees, von 2012 bis 2015 war sie Vorsitzende des Komitees.
Im Rahmen des Strafverfahrens gegen den pädophilen Schriftsteller Gabriel Matzneff wurde auch Michèle Barzach verhört. Sie hatte in den siebziger Jahren dessen minderjährigen Begleiterinnen die Pille verschrieben – ohne die gesetzlich vorgeschriebene Einwilligung der Eltern. Matzneff lobte sie in seinen Tagebüchern, weil sie auf „moralische Lektionen“ verzichtet habe.

## Werke
- Le paravent des égoïsmes. Odile Jacob, Paris 1989 (315 S.).
- Vérités et tabous. Éditions du Seuil, Paris 1994 (212 S.).